# Influenzapandemien 2009
Influenzapandemien 2009 var en pandemi forårsaget af en virus af typen Influenza A (H1N1). Den menes at være en sammenblanding af fire kendte strenge af influenza A; en som normalt rammer mennesker, en som normalt rammer fugle, og to som normalt rammer svin. Transmissionen af den nye virus er menneske-til-menneske. Den blev identificeret i april 2009 og blev erklæret en pandemi af WHO den 11. juni 2009. Det skønnes at mellem 123.000 og 200.000 mennesker mistede livet i denne pandemi.

## Udbruddet i Mexico
I 2009 fandt et udbrud af svineinfluenza sted i Mexico, og der er beviser for at Mexico allerede havde været i en epidemi i flere måneder før udbruddet blev erkendt. Straks efter lukkede regeringen de fleste af Mexico Citys offentlige og private kontorer i et forsøg på at begrænse smitten. Tidligt i juni mens virussen spredtes over hele verden udnævnte WHO den til en pandemi, men sagde samtidig, at de fleste sygdomstilfælde var af "moderat alvorlighed". På samme tidspunkt ændrede WHO sin definition fra 2003 af en pandemi, sådan at det ikke længere er en forudsætning at en virus forårsager et stort antal døde eller alvorligt syge, for at det skal kaldes en pandemi. Det er nu tilstrækkeligt at der dukker et nyt virus op, som befolkningen ikke er immune overfor. Den sidste WHO opdatering fra 6. Juli 2009 viste 94.512 bekræftede tilfælde i 122 lande, og 429 dødsfald. Mange epidemiologer har påpeget, at eftersom millioner af mennesker i realiteten har haft svineinfluenza, som regel i en mild form, så er antallet af laboratorie-bekræftede tilfælde faktisk meningsløst. Delvis som en konsekvens heraf, meddelte WHO den 16. juli at det "ikke længere vil udgive tabeller, som viser bekræftede tilfælde for alle lande". I stedet skal nationale sundhedsmyndigheder fra alle lande hver uge informere WHO om deres kvalitative vurderinger af den geografiske spredning, tendensen i tilfældene, intensiteten af sygdomstilfældene, belastning af sundhedsystemerne og dødsfald.

## Historisk sammenhæng
Årlige influenzaepidemier anslås at ramme 5–15% af verdens befolkning. Selvom de fleste tilfælde er milde, medfører de alligevel alvorlig sygdom for 3–5 millioner mennesker og afstedkommer omkring 250.000–500.000 dødsfald over hele verden. I industrialiserede lande forekommer alvorlig sygdom og dødsfald hovedsagelig hos højrisikogrupper som spædbørn, de ældre og kronisk syge patienter.
Udover disse årlige epidemier, har Influenza A virus-strenge også forårsaget tre globale epidemier i det 20. århundrede: Den Spanske Syge i 1918, Asiatisk influenza i 1957 og Hong Kong influenza i 1968–69. Disse pandemier blev forårsaget af Influenza A vira, som havde undergået en større genetisk forandring, et såkaldt Antigenetisk skift, og for hvilket befolkningen ikke var i besiddelse af tilstrækkelig immunitet.
| Det 20. århundredes influenzapandemier |          |                                  |                                    |                        |                |
| Pandemi                                | År       | Influenza A virus undergruppe    | Antal smittede (cirka)             | Dødsfald (skøn)        | Fatalitetsrate |
| Den Spanske Syge                       | 1918–19  | H1N1                             | 0,5 til 1 milliard (næsten 50%)    | 20 til 100 millioner   | >2.5%          |
| Asiatisk influenza                     | 1956–58  | H2N2                             |                                    | 2 millioner            | <0.1% ?        |
| Hong Kong influenza                    | 1968–69  | H3N2                             |                                    | 1 million              | <0.1%          |
| Almindelig influenza                   | Hvert år | hovedsagelig A/H3N2, A/H1N1 og B | 5–15% (340 millioner – 1 milliard) | 250.000–500.000 pr. år | <0.05%         |

Neon Ikke en pandemi men medtaget her for at sammenligne de forskellige influenza-strenge som mennesket rammes af.

## Forbindelsen til svin
Virussen er for 75 pct. vedkommende magen til den virus, som i 1998 blev fundet hos en so-besætning på en industriel svinefarm i North Carolina,USA, så navnet "svineinfluenza" synes passende, jf. zoonose, men efter lobbyarbejde fra bl.a. den amerikanske svine-industri, betegnes sygdommen nu i USA som Novel H1N1 (~Ny H1N1).

## Smitteveje og symptomer
Sygdommen smitter mennesker, omtrent på samme måde som andre epidemiske influenza-typer. Virussen spredes typisk gennem hoste og nys eller ved at røre ved forurenede overflader og derefter berøre næsen eller munden. Symptomerne er feber, løbende næse, ondt i halsen, hoste, manglende appetit, træthed, opkast og diarre.

## Sygdommen i Danmark
Sundhedsstyrelsen har på intet tidspunkt i sygdommens forløb vurderet, at den almene danske befolkning har haft grund til at være bekymrede for at blive smittet med H1N1 . Selv hvis man skulle blive smittet vil mange opleve sygdomsforløbet som mindre generende end en "almindelig" influenza; dog bør gravide, mennesker med astma og andre lungesygdomme, hjertekarsygdomme eller nedsat immunforsvar samt børn under to år fortsat henvende sig til lægen ved symptomer.
Sundhedsstyrelsen citeres i medierne for at sige at op mod 3.000 danskere kan miste livet under epidemien. Grunden til denne større dødelighed hænger sammen med antallet af forventede smittede. En normal Influenza-epidemi, hvor omkring 10% af den danske befolkning bliver smittede vil koste omkring 1.000 mennesker livet, men eftersom Influenza-A ifølge sundhedsstyrelsen kan mellem 25%-30% af Danmarks befolkning blive smittet, hvilket derfor teoretisk kan løbe op i 4.200 menneskeliv.
Nogle personer over 52 år kan være immune overfor virussen, fordi virussen i influenzaepidemien i 1957 ligner den nuværende meget. Dette skulle begrænse antallet af dødsfald blandt ældre personer. Da det normalt især er svagelige personer der dør ved influenzaepedemi, er det oftest ældre, svagelige personer der dør på grund af influenza. Og da disse i den nuværende epidemi til dels er immune, burde antallet af døde være lavere end ved andre influenzaepidemier.[kilde mangler]